# John Gotti Jr.
John Angelo Gotti, più comunemente noto come John Gotti Jr., (Queens, 14 febbraio 1964) è un mafioso statunitense, noto per essere stato il capo reggente della famiglia Gambino dal 1992 al 1999. Assunse la guida dell’organizzazione quando suo padre, John Gotti, allora boss indiscusso della famiglia, fu condannato e incarcerato.
Nel 1999, Gotti Jr. fu arrestato e condannato per associazione a delinquere di stampo mafioso. Tra il 2004 e il 2009, fu processato quattro volte per reati simili, ma ogni processo si concluse con un nulla di fatto, cioè senza che la giuria riuscisse a raggiungere un verdetto unanime. Nel gennaio 2010, i procuratori federali annunciarono che non avrebbero più tentato di processarlo per quelle accuse, ponendo così fine ai procedimenti giudiziari nei suoi confronti.

## Biografia
Nacque nel Queens, a New York, il 14 febbraio 1964, da John Gotti, noto mafioso americano e boss della famiglia Gambino, e Victoria DiGiorgio Gotti, il cui padre era di origine italiana e la madre di origine mista italiana e russa (di religione ebraica).
Cresciuto in una casa a due piani a Howard Beach, quartiere di New York, Gotti Jr. visse insieme ai suoi quattro fratelli, tra cui le sorelle Victoria e Angel, e i fratelli Frank e Peter. Il suo padrino era Angelo Ruggiero, amico stretto del padre, da lui considerato come uno zio e da cui prese anche il secondo nome, Angelo.
Da giovane frequentò la New York Military Academy, un'accademia militare privata.
Dopo il diploma, suo padre lo aiutò ad avviare un’impresa di trasporti, la Samson Trucking Company. Tuttavia, l’attività fallì e John Gotti lo aiutò nuovamente, questa volta procurandogli un lavoro nel sindacato dei carpentieri.
Nel 1990, Gotti sposò Kimberly Albanese. Hanno sei figli e vivono a Oyster Bay Cove, sulla costa settentrionale di Long Island. Suo figlio, John Gotti III, è un artista marziale misto professionista.

## Boss dei Gambino
Secondo i pubblici ministeri federali, John Angelo Gotti fu ufficialmente affiliato alla famiglia mafiosa Gambino la vigilia di Natale del 1988. Come raccontato dal mafioso Michael DiLeonardo, affiliato la stessa sera, la cerimonia fu gestita da Sammy Gravano per evitare che John Gotti (padre) venisse accusato di nepotismo. Nel 1990, Gotti Jr. fu nominato caporegime, diventando uno dei più giovani ad aver mai ricoperto quel ruolo nella storia dei Gambino.
Nel 1992, suo padre, John Gotti, fu condannato all'ergastolo per racket e altri reati. Nonostante la condanna, mantenne il titolo di boss, trasmettendo gli ordini tramite il fratello Peter Gotti e lo stesso Gotti Jr.
Memore del fatto che suo padre era stato incastrato grazie a microspie dell'FBI, Gotti Jr. adottò un metodo più riservato per condurre gli affari mafiosi, preferendo le cosiddette walk and talk - conversazioni riservate fatte camminando accanto a capi fidati. Tentò anche di apparire come un uomo d'affari legittimo. Tuttavia, molti suoi uomini lo consideravano incompetente: non era abile nei negoziati come suo padre, e la famiglia Gambino perse varie dispute con le altre famiglie mafiose. La famiglia Genovese, in particolare, lo riteneva così inadeguato da rifiutare qualsiasi trattativa con lui. Nel 1995, i mafiosi Charles Carneglia e John Alite furono coinvolti in una cospirazione per uccidere Gotti Jr.
Nel 1997, durante una perquisizione nel seminterrato di una proprietà di Gotti, l’FBI trovò:
- $348.700 in contanti
- Una lista dattiloscritta dei membri "ufficiali" (made men) della famiglia
- Una lista degli invitati al suo matrimonio con i relativi regali in denaro (per un totale di oltre $350.000)
- Due pistole
- Una lista di membri affiliati in altre famiglie mafiose tra il 1991 e il 1992

Secondo le regole tradizionali della mafia di New York, i nomi dei nuovi affiliati andrebbero comunicati alle altre famiglie, ma mai conservati per iscritto. Il fatto che Gotti Jr. avesse tenuto quei documenti fu visto come un gesto imprudente e pericoloso, che mise decine di mafiosi a rischio di indagini federali. Questo episodio gli valse il soprannome ironico di “Dumbfella” (gioco di parole tra Goodfella, ovvero “bravo ragazzo” mafioso e Dumb cioè stupido).

## Accuse e processi

### Accuse di racket (1999)
Nel 1998, quando venne incriminato per racket in base alla legge RICO (la legge federale contro le organizzazioni criminali), John Gotti Jr. era ritenuto il capo operativo della famiglia Gambino. Molte delle accuse riguardavano tentativi di estorsione ai danni dei proprietari e dipendenti di Scores, un famoso strip club di lusso a Manhattan. Secondo l’atto d’accusa, la famiglia Gambino aveva costretto i proprietari del locale a pagare un milione di dollari in sei anni per poter continuare a lavorare, con la quota di Gotti Jr. che ammontava a 100.000 dollari.
Oltre alle liste sequestrate nella perquisizione del 1997, i procuratori federali ottennero anche trascrizioni di conversazioni carcerarie tra Gotti Jr. e il padre, nelle quali John Gotti (padre) gli dava consigli su come gestire la famiglia mafiosa.
Il 5 aprile 1999, di fronte a prove schiaccianti, Gotti Jr. si dichiarò colpevole di quattro capi di imputazione legati al racket, tra cui corruzione, estorsione e minacce di violenza, nonostante il parere contrario del padre. Il suo avvocato spiegò che Gotti Jr. accettò il patteggiamento perché temeva una serie di processi in più giurisdizioni se avesse scelto di combattere le accuse. Il 4 settembre 1999, fu condannato a sei anni e cinque mesi di carcere e a una multa di un milione di dollari. Dopo la sua condanna, secondo i procuratori federali, fu lo zio Peter Gotti a prendere il comando della famiglia Gambino, e si ritiene che abbia assunto ufficialmente il ruolo di boss poco prima della morte di John Gotti nel giugno 2002. L’incriminazione di Gotti Jr. provocò anche tensioni profonde nel matrimonio dei suoi genitori: la madre, che fino a quel momento ignorava il coinvolgimento del figlio nella mafia, incolpò il marito per avergli rovinato la vita e lo minacciò di lasciarlo se non avesse permesso al figlio di uscire dal giro criminale.

### Accuse di racket e sequestro (2004)
Nel 2004, pochi mesi prima della sua scarcerazione, John Gotti Jr. venne nuovamente incriminato in un atto d’accusa contenente 11 capi d’imputazione per racket, tra cui un presunto complotto per rapire Curtis Sliwa, fondatore dei Guardian Angels, oltre ad accuse di frode finanziaria, estorsione e usura. Sliwa, conduttore radiofonico su WABC, avrebbe fatto infuriare la famiglia Gambino per aver definito il vecchio Gotti “Il nemico pubblico numero uno” durante una trasmissione. Durante il processo, due ex affiliati, Michael DiLeonardo e Joseph D’Angelo, testimoniarono contro Gotti Jr. Attraverso il suo avvocato, Jeffrey Lichtman, Gotti ammise di aver fatto parte della famiglia Gambino negli anni ‘90, e di essere stato addirittura destinato a prenderne il comando dopo l’arresto del padre nel 1992, ma dichiarò di aver abbandonato la vita criminale dopo la condanna del 1999.
Tre processi si conclusero con giurie bloccate, l’ultimo nel 2006, e alla fine i procuratori federali decisero di non procedere con un quarto processo.

### Accuse di racket (2008)
Nell’agosto del 2008, John Gotti Jr. fu arrestato e incriminato in Florida con l'accusa di associazione mafiosa e cospirazione per omicidio. Le accuse derivavano da un presunto traffico di droga che Gotti avrebbe gestito insieme all'ex collaboratore - poi diventato testimone del governo - John Alite, e coinvolgevano tre omicidi: George Grosso (1988), Louis DiBono (1990) e Bruce John Gotterup (1991). Secondo i pubblici ministeri, la rete avrebbe distribuito almeno cinque chilogrammi di cocaina tra la fine degli anni ’80 e l’inizio degli anni ’90. Il processo fu successivamente trasferito a New York, dove Gotti si dichiarò non colpevole; il dibattimento cominciò nel settembre 2009.
Nel frattempo, nel gennaio 2008, John Alite si era dichiarato colpevole di due omicidi, quattro cospirazioni per omicidio, almeno otto sparatorie e due tentativi di omicidio, oltre a rapine e invasioni armate di abitazioni in vari stati (New York, New Jersey, Pennsylvania e Florida), tutte legate alla sua attività all’interno di una squadra della famiglia Gambino a Tampa, in Florida. Alite testimoniò contro Charles Carneglia, poi condannato per quattro omicidi e attualmente detenuto all’ergastolo. Successivamente fu il principale testimone dell’accusa nel processo contro Gotti Jr. Durante il processo, Gotti avrebbe minacciato Alite mimando le parole "Ti ammazzo", scatenando un alterco verbale con l'ex sodale. Dopo l'incidente, Victoria Gotti dichiarò al New York Daily News che Alite era “un bugiardo patologico - un infame intrappolato nelle sue stesse menzogne”. Alite testimoniò che Gotti Jr. era responsabile di almeno otto omicidi e numerosi altri crimini.
Il 1º dicembre 2009, i dodici giurati comunicarono di non essere riusciti a raggiungere un verdetto unanime su nessuna delle accuse, e il giudice fu costretto a dichiarare l’ennesimo processo nullo. Alcuni giurati, dopo la conclusione del processo, dichiararono apertamente di non aver trovato credibili i testimoni, in particolare Alite. Uno dei giurati affermò:
“Dovrebbero smetterla con questi processi, è ridicolo.”
mentre un altro aggiunse:
“È un abuso. È quasi diventato una farsa.”
Gotti, identificato con il numero di matricola federale 00632-748, fu rilasciato lo stesso giorno, il 1º dicembre 2009. Dopo il quarto processo annullato, i pubblici ministeri federali annunciarono che non avrebbero tentato un nuovo procedimento a suo carico. A gennaio 2010, la decisione fu ufficializzata: nessuna nuova accusa sarebbe stata avanzata contro di lui.
Gotti Jr. ha più volte ribadito di aver lasciato la famiglia Gambino e, in un’intervista del 2015 al New York Daily News, ha negato di essere stato un informatore, ammettendo però di aver fornito informazioni all’FBI, ma - secondo lui - si trattava di notizie false e nessuna incriminazione ne sarebbe scaturita.

## Nella cultura popolare
Nel settembre 2010, la Fiore Films annunciò di essersi assicurata i diritti di Gotti Jr. per produrre un film sulla sua vita, in particolare sul suo rapporto con il padre. Secondo Variety, diversi produttori avevano espresso interesse, ma Gotti scelse la Fiore, una piccola società di produzione di recente creazione. Il film, intitolato provvisoriamente Gotti: All'ombra di mio padre, sarebbe stato diretto da Barry Levinson. John Travolta fu scelto per interpretare il padre di Gotti e la moglie di Travolta, Kelly Preston, interpretava la moglie sullo schermo, Victoria Gotti. Gotti Jr. fu interpretato da Spencer Lofranco. La produzione del film alla fine perse Barry Levinson. Il 25 luglio 2016, le riprese principali del film, rinominato Gotti - Il primo padrino, erano iniziate, con Kevin Connolly come regista. Il film è uscito il 15 giugno 2018. Il 9 giugno 2018 è uscita la miniserie televisiva documentaristica Gotti: Godfather and Son.